# Matija Zaviršek
Matija Zaviršek, slovenski alpski smučar, * 22. februar 1984. 
Zaviršek je bil član kluba SK Olimpija. Nastopil je na svetovnih mladinskih prvenstvih v letih 2001, 2002, 2003 in 2004, ko je dosegel svojo najboljšo uvrstitev s petim mestom v slalomu. V svetovnem pokalu je tekmoval pet sezon med letoma 2004 in 2008. Debitiral je 28. februarja 2004 na veleslalomu za Pokal Vitranc v Kranjski Gori. Skupno je osemkrat nastopil v svetovnem pokalu, po štirikrat v slalomu in veleslalomu, čeprav se je trikrat uvrstil v finale, pa se mu ni uspelo uvrstiti med dobitnike točk.